# MATSU TAKAKO SINGLE COLLECTION 1999-2005
『MATSU TAKAKO SINGLE COLLECTION 1999-2005』（マツタカコ シングルコレクション 1999-2005）は、松たか子の2枚目のベスト・アルバム。2006年6月28日発売。

## 解説
松たか子2枚目のベスト・アルバム。ポリドールに移籍した1枚目のシングル「夢のしずく」から「未来になる」までのシングルを収録したシングル・コレクション。

## 収録曲
1. 夢のしずく
2. 月のダンス
3. 桜の雨、いつか
4. 優しい風
5. コイシイヒト
6. 花のように
7. Clover
8. 明日にくちづけを
9. ほんとの気持ち
10. 時の舟
11. 未来になる